# Thomas Kliche
Thomas Kliche (* 1957 in Freiburg im Breisgau) ist ein deutscher Bildungsforscher, Politologe und Psychologe. Er ist Professor für Bildungsmanagement an der Hochschule Magdeburg-Stendal. Sein Schwerpunkt ist die Politische Psychologie.

## Leben
Kliche studierte an den Universitäten München, Freiburg, London, Leningrad und Hamburg Politik und Psychologie. In beiden Fächern machte er ein Diplom, in Psychologie schrieb er seine Doktorarbeit (Dr. phil.). Nebenberuflich war er in seiner Studentenzeit als Schlafwagenschaffner tätig.
Kliche war Wissenschaftlicher Geschäftsführer einer gemeinnützigen Gesellschaft für Politische Bildung. Er war Mitarbeiter einer privaten Agentur für anwendungsorientierte Sozialforschung. Er war Vorsitzender der Sektion „Politische Psychologie“ im BDP. Kliche hatte Lehraufträge für Sozialpsychologie und Politikpsychologie an den Universitäten Hamburg, Heidelberg, Göttingen, am Institut für Berufliche Qualifikation Hamburg und am Institut für Angewandte Managementforschung Köln. Er war Wissenschaftlicher Mitarbeiter am Universitätsklinikum Hamburg-Eppendorf, wo er leitend die Forschungsgruppe „Versorgung und Qualität in der Prävention“ aufbaute.
Er war Mitherausgeber der Zeitschrift für Politische Psychologie.

## Publikationen
- Politische Psychologie. In: Heiner Keupp, Klaus Weber (Hrsg.): Psychologie. Ein Grundkurs. Rowohlt, Reinbek 2001, ISBN 3-499-55640-5, S. 194–200
- Wie bekomme ich neue Ansätze in die Praxis? Erfolgsfaktoren für die Verbreitung, Einführung und Verstetigung von Innovationen. In S. Friedrich, T. Möbius (Hrsg.): Ressourcenorientierte Ansätze der Sozialen Arbeit. VS, Wiesbaden 2010, S. 127–140.
- Determinanten der Arbeitszufriedenheit und die Breitenwirksamkeit betrieblicher Gesundheitsförderung in Kitas. 169 S., Pabst Science Publishers, Lengerich 2011. ISBN 978-3-89967-687-7.

Herausgeber
- (zusammen mit Stephanie Thiel): Korruption: Forschungsstand, Prävention, Probleme. 539 S., Lengerich ; Berlin ; Bremen ; Miami, Fla. ; Riga ; Viernheim ; Wien ; Zagreb : Pabst Science Publishers 2011. ISBN 978-3-89967-691-4.
- Die Versorgung übergewichtiger und adipöser Kinder und Jugendlicher in Deutschland : Quantität und Qualität von Angeboten im Zeitraum 2004 - 2005 (ein Forschungsprojekt im Auftrag der BZgA). 111 S., BZgA, Köln 2007. ISBN 978-3-937707-48-8.